# Quận Shelby, Tennessee
Quận Shelby là một quận thuộc tiểu bang Tennessee, Hoa Kỳ.
Quận này được đặt tên theo. Theo điều tra dân số của Cục điều tra dân số Hoa Kỳ năm 2020, quận có dân số 929.744 người.. Đây là quận hạt lớn nhât bang Tennessee về dân số và diện tích. Quận lỵ đóng ở Memphis, một cảng trên sông Mississippi và là thành phố đông dân thứ hai ở Tennessee. Quận được đặt tên theo Thống đốc Isaac Shelby (1750–1826) của Kentucky. Đây là một trong hai quận duy nhất còn lại ở Tennessee có dân số đa số người Mỹ gốc Phi, cùng với quận Haywood.

## Địa lý
Theo Cục điều tra dân số Hoa Kỳ, quận có diện tích 2033 km2, trong đó có 57 km2 là diện tích mặt nước.